# Red Caps
Red Caps è una serie animata di 26 episodi prodotta da Cartoon One e andata in onda per la prima volta nell'11 dicembre 2011 su Rai Gulp.
La serie è incentrata sulle avventure di un gruppo di elfi ed è caratterizzata da scopi educativi e morali che le hanno valso il sostegno di numerose istituzioni, tra cui l'UNICEF e il Ministero dell'Ambiente finlandese .

## Trama
Babbo Natale fa realizzare il Natale grazie ad un cristallo magico che è stato diviso in 26 frammenti sparsi per il mondo. Tocca a un ragazzo umano, Yotan, e a quattro elfi aiutanti di Babbo Natale recuperarli. In ogni episodio un bambino di una località nel mondo ha bisogno di aiuto e trova il frammento; i Red Caps devono riuscire ad aiutarlo con i loro poteri e devono farsi consegnare il frammento. In ogni loro missione sono aiutati dalla scoiattolina Jiffy e vengono trasportati al luogo dove si trova il bambino in difficoltà da Poro, una renna, a bordo della sua slitta volante. Ad ostacolare i Red Caps c'è il fratello malvagio di Babbo Natale con il suo aiutante Grouch e i suoi servi robotici che puntualmente vengono sconfitti.

## Personaggi
- Babbo Natale: custode del Natale, con i ventisei frammenti di cristallo può dare inizio al Natale. È sposato con Maija e ha un fratello gemello, Basil.
- Yotan: è il protagonista della serie. Orfano, adottato da Babbo Natale, è il leader dei Red Caps, nonché l'unico umano. La sua migliore amica è jiffy, la sua scoiattolina, e ha un rapporto speciale con tutti: Arpo è un suo amico; con Smoo ha un patto: sa che lui è innamorato di Didi e lo aiuta a conquistarla; Didi è totalmente innamorata di lui e Yotan prova qualcosa per Jaga (si nota soprattutto nell'episodio 4 e 9). Il suo potere è quello dei mille pugni, che gli dona un'agilità sorprendente.
- Jaga: ragazza dai capelli biondi, fa credere di essere grande, ma in fondo è solamente una bambina leggermente romantica. È la migliore amica di Didi, ma le dà fastidio quando lei parla di Yotan come il suo principe azzurro. Non si accorge dei gesti galanti che le rivolge proprio Yotan. Alla fine anche lei si innamora di Yotan. Il suo potere è quello di mille tuoni, fulmini e calamite, che le fa attirare tutti gli oggetti metallici a sé oppure scassinare le porte.
- Didi: migliore amica di Jaga, è una bambina romanticissima, sa essere un'amica fenomenale ma anche una acerrima nemica. Follemente innamorata di Yotan dalla prima volta che lo ha visto, pensa che ogni parola che le rivolga sia un segnale romantico e non si rende conto che lui non la pensa (ogni tanto dimenticando addirittura il suo nome quando presenta i Red Caps o nominandola per ultima). Poi si innamora di Smoo, capendo che l'amica è innamorata di Yotan. Il suo potere è quello dei mille elefanti, che le dona una forza al di fuori del normale. Smoo è innamorato di lei.
- Smoo: è il genio del gruppo, innamorato di Didi. Si occupa di ricevere il segnale di ogni cristallo, dove invia il problema e le coordinate a Babbo Natale. Un po' imbranato con le sue invenzioni ma tutti possono fare affidamento su di lui. Il suo potere è quello dei mille cervelli, che gli dona una velocità di calcolo impressionante.
- Arpo: il più piccolo dei Red Caps, va d'accordo con tutti gli animali, e questi sono gli unici a capire che dice (oltre Babbo Natale che capisce tutte le lingue). Il suo potere lo fa diventare invisibile e anche chi lo tocca mentre si trasforma può diventare invisibile.
- Basil: fratello di Babbo Natale, nato un paio di minuti dopo di lui, non vuole distruggere il natale, ma, anzi, vuole crearne uno suo, dove le persone e i bambini sono perfetti. Ha creato i Roboticks.
- Grouch: assistente di Basil, si rivela sempre un fallimento. Crea delle invenzioni che sono o difettose o inutili.
- Roboticks: creature robotiche incappucciate, il loro padrone è Basil. Aiutano Grouch nelle missioni, e anche se sbagliano, si rivelano più utili dello stesso.
- Jiffy: scoiattolina di Yotan, è anche la sua migliore amica. Lo conosce da quando era piccolissimo e hanno vissuto insieme all'orfanotrofio, fino a che non hanno incontrato Babbo Natale e lo ha adottato con Jiffy compresa. Odia fare le missioni, crede che Babbo Natale sia matto e che andare in missione sia pericoloso, ogni volta che Smoo racconta la storia della squadra o dei cristalli si addormenta. Suo solito fare battute taglienti. Non va molto d'accordo con Poro, che chiama "asino con le corna".
- Maija: moglie di Babbo Natale, gli tiene compagnia durante la giornata e gli vuole un mondo di bene, anche se lei lo considera il suo stupidotto.
- Poro: renna che guida la turborenna, ha cugini in tutte le parti del mondo. Non va d'accordo con Jiffi, che chiama "topo parlante". È suo solito dire "Vai con la Turbo-Renna!!"

## Doppiaggio
| Doppiatori Italiani    |
| ---------------------- |
| Antonio Angrisano      |
| Giovanni Petrucci      |
| Francesco De Francesco |
| Mino Caprio            |
| Ludovica Marineo       |
| Alessio De Filippis    |